# Microleo attenboroughi
Microleo attenboroughi — вымерший вид хищных сумчатых из отряда двурезцовых сумчатых. Назван в честь известного британского телеведущего и натуралиста Дэвида Аттенборо. Единственный известный науке вид в своём роде. Очень маленький сумчатый лев (его масса оценивается в 600 граммов) из раннего миоцена Австралии, существовавший около 18 миллионов лет назад. От Microleo attenboroughi в настоящее время известен фрагмент нёба, содержащей неполный ряд коренных зубов. Окаменелость обнаружена в заповеднике окаменелостей Риверслей, в штате Квинсленд.
Анатомия Microleo предполагает, что это базальная форма всех сумчатых львов, и что сумчатые львы являются сестринским таксоном по отношению ко всем другим Vombatomorphia.